# Diemelsee (gmina)
Diemelsee – miejscowość i gmina w Niemczech, w kraju związkowym Hesja, w rejencji Kassel, w powiecie Waldeck-Frankenberg.

## Współpraca
Miejscowości partnerskie:
- Den Ham, Holandia
- Geschwenda, Turyngia